# Захаров, Алексей Алексеевич
Алексей Алексеевич Захаров (8 октября 1884 — 1 декабря 1937) — профессор-археолог, историк древнего мира, который с риском для жизни продолжал поддерживать международные научные связи в 1930-е годы.

## Биография
Родился 8 октября 1884 года в Москве, (по другим сведениям в Московской губернии). Выпускник историко-филологического факультета Московского университета. Преподаватель Московского археологического института, с 1914 по 1922 год исполнял там обязанности заведующего отделом греко-римской и скифо-сарматской археологии, а в 1922—1929 годах заведовал этим отделом.
В 1919 году преподавал на историческом/общественно-педагогическом отделении Московского университета. В 1921—1925 годах профессор кафедры археологии и музееведения факультета общественных наук. С 1925 по 1930 год профессор кафедры исторической археологии этнологического факультета МГУ. В 1926 году утверждён университетом в должности профессора.
Был сотрудником Московского отделения Государственной академии истории материальной культуры и Государственного исторического музея, откуда вычищен в 1929; секции археологии Российской ассоциации научно-исследовательских институтов общественных наук (РАНИОН), откуда также уволен в 1931 году.
В 1931—1934 годах — библиотекарь Музея антропологии МГУ.

## Работа в археологии
До революции публиковал свои работы в «Журнале Министерства народного просвещения», в «Гермесе». Перевёл на русский язык книгу Г. Ферреро «Величие и падение Римской империи»:238.
По мнению А. А. Формозова, Захаров был болезненным человеком, поэтому лично сам в раскопках не участвовал. Свою миссию он видел с одной стороны в знакомстве отечественных специалистов с новейшими открытиями, сделанными в последние годы за рубежом, с другой в том, чтобы держать мировое археологическое сообщество в курсе новостей о последних открытиях российских археологов и о положении науки в СССР. Две его книги посвящены обнаружению хеттской и крито-микенской цивилизаций: «Эгейский мир в свете новейших исследований» (1924) и «Хетты и хеттская культура» (1924). С 1918 по 1935 год у него вышло около 50 публикаций, из них около трети за границей. Там он писал о раскопках В. В. Радлова в Катанде, бронзовых статуэтках кобанской культуры на Кавказе, о находках в Сальском могильнике и т. д.:239.
Именно Захаров послал М. И. Ростовцеву установочную брошюру В. И. Равдоникаса «За марксистскую историю материальной культуры». Письма с описаниями положения ученых в Советском Союзе получали от Захарова также и Э. Миннз, А. Эванс, А. Тальгрен, Э. Херцфельд и многие другие:239-240.
В 1928 году при подготовке Арне Тальгреном тома журнала «Eurasia Septentrionalis Antiqua» (ESA), посвященного А. А. Спицыну, В. И. Равдоникас от имени советских археологов выдвинул ультиматум, что их участие возможно только при условии, если в этом томе не будет публикаций русских археологов-эмигрантов. В 1932 году Тальгрен опубликовал критический разбор новых программных статей советских археологов и был заклеймен как «буржуазный националист и фашист». И хотя после этого некоторые были вынуждены каяться в том, что ранее печатались в журнале ESA под редакцией Тальгрена, в 1934 году в номере его журнала, посвященном юбилею Эллиса Миннза, вышли одновременно статьи и эмигрантов М. И. Ростовцева и Н. П. Толля, и оставшихся на родине А. А. Захарова, В. В. Арендта и Н. Е. Макаренко (все трое позднее репрессированы).

## Отношения с властями
По мнению нескольких биографов А. А. Захаров никогда не скрывал и неоднократно публично высказывал свое отрицательное отношение к любым репрессивным действиям властей. С. В. Киселёв упоминал, что Захаров открыто протестовал после «Шахтинского дела» (1928), вскоре в 1929 году Захаров был уволен из Исторического музея. Тогда же оттуда ушла и его жена, Софья Павловна. По словам А. Я. Брюсова, после публичного обсуждения «Академического дела», по которому были арестованы многие историки, Захаров сам демонстративно ушёл из РАНИОН:240.
В 1931 году профессор Захаров с трудом нашёл работу библиотекарем Института Антропологии (иногда его должность обозначают как заведующий библиотекой). Тогда же разразился новый скандал. В 1931 году институт посетил эстонский учёный, фамилию которого следователь позднее передавал как «Ляерт». На вопрос гостя, что сделано в СССР по финно-угорской тематике, Захаров ответил, что, так как «марксистский гений» Н. Я. Марр утверждает, что никаких финно-угров не существовало, разрабатывать данную тематику в СССР запрещено. Кто-то доложил наверх о рискованной реплике. В институте прошло обсуждение поступка Захарова. М. С. Плисецкий, С. П. Толстов, М. В. Воеводский и Г. Ф. Дебец требовали немедленного изгнания из института человека, чуждого им лично и всей советской науке. Защищали Захарова А. В. Збруева и Я. Я. Рогинский. Сам Захаров выступать на обсуждении отказался:240-241.

### Первый арест
Первый раз арестован 25 января 1934, был обвинён по ст. 58-10, 58-11 УК РСФСР. Проходил по одному делу антропологом Я. Я. Рогинским. 2 апреля 1934 после более 2-х месяцев в тюрьме оба были отпущены. И того, и другого ОСО приговорило к 3 годам ссылки в Северный край, условно. Но Рогинский после освобождения был отправлен институтом антропологии МГУ в бессрочную командировку в Воронеж, а Захаров остался в Москве. Был ли он восстановлен на работе, неясно.

### Второй арест, «дело трёх профессоров-историков»
15 января 1935 года был арестован археолог А. С. Башкиров, а через месяц, 14 февраля, арестовали ещё двух профессоров А. А. Захарова и И. Н. Бороздина. Следствие вёл В. А. Смирнов.
На следствии Захаров держал себя независимо, смело и порой даже дерзко. На прямой вопрос следователя, какой государственный строй он предпочитает, Захаров ответил, что лучшим считает государственный строй древней Греции:231. Он заявил о своём неприятии советской власти и марксизма, возмущался преследованиями учёных и разгромом гуманитарной науки. Утверждал, что отныне прекратит какую-либо работу:241. Естественно обвинений в участии в контрреволюционной националистической группе он тоже не признал. Судебный процесс спецколлегии Московского городского суда по обвинению Захарова, Башкирова и Бороздина по ст. 58-10, ч. 1 и 58-11 УК РСФСР был начат 29 июля 1935, продолжен 9 августа, затем был отложен, а дело передано в ОСО НКВД. 14 сентября по распоряжению ОСО Захаров на 3 года сослан в Алма-Ату.
По словам М. А. Миллера, Захарова отправили в ссылку в инвалидном кресле.

### Третий арест
Официальная биографическая справка сообщает, что и в Алма-Ате Захаров «не оставлял занятий археологией». Биограф учёного, А. А. Формозов, писал, что ему не удалось найти подтверждений, служил ли Захаров в Алма-Ате:241. Однако следственное дело определённо сообщает, что в 1937 году в Алма-Ате Захаров был «без определённых занятий».
5 ноября 1937 года Захаров арестован в третий раз УГБ НКВД КазССР. Обвинён в антисоветской агитации (ст. 58 п. 10 УК РСФСР). 1 декабря 1937 года приговорён Тройкой УНКВД по Алма-Атинской области к расстрелу. Расстрелян в тот же день.

### Реабилитации
По «делу трёх профессоров» (второму для Захарова) реабилитирован в 1955. По третьему делу реабилитирован 30 марта 1989 года Прокуратурой Казахской ССР на основании Указа Президиума Верховного Совета СССР от 16 января 1989 года. А по первому делу реабилитирован в апреле 2002 года Прокуратурой города Москвы одновременно с Я. Я. Рогинским

## Семья
- Жена — Софья Павловна Григорова-Захарова[2] или Захарова-Григорова, сотрудница ГИМ 1919—1929, 1945—1963[1]:241.
  - Сын — Андрей Алексеевич Захаров (род. 1927)[1]:242[8]
- Брат — ?, жил вместе с семьёй А. А. Захарова[1]:242.

## Научные труды
- Троны богов в древности и их параллель в современном фольклоре // ЖМНП. 1916. Май. С. 178—195;
- Очерк Эгейского мира. М., 1918;
- Хеттский вопрос // Новый Восток — 1922 — № 1. — С. 251—258;
- Новейшие раскопки в Месопотамии // Там же. 1923. № 4. С. 507—508;
- Крит и Египет: (Новейшие раскопки А. Эванса) // Там же. 1925. № 7. С. 382—383;
- Новейшие раскопки в Западной Индии // Там же. 1926. № 13/14. С. 458—460;
- Раскопки в Палестине в Бетшане // Там же. С. 460—461;
- Керамика Богаз-Кёя и аналогичная ей керамика Закавказья и Крыма // Вторая конференция археологов СССР в Херсонесе. Севастополь, 1927. С. 55-56;
- Малоазиатские печати из собрания Н. П. Лихачева // Труды Секции археологии РАНИОН. 1928. Т. 4. С. 224—226;
- Хеттская надпись из Богаз-кея и некоторые Закавказские параллели // ИООИАз. 1928. № 5. С. 144—153;
- Antiquities of Katanda (Altai) // Journal of the Royal Anthropological Institute of Great Britain and England. 1925. Vol. 55. Pt. 1. P. 37-58;
- Ancient Wood and Bone Work from the Altai // The Antiquaries Journal. L., 1926. Vol. 6, № 4. P. 410—415;
- A Fragment of a Crown of Osiris from the South of Russia // «Ancient Egypt» — 1926 Sep. — pt. III — P. 85;
- Some Caucasian Seals // Annals of Archaeology and Anthropology. University of Liverpool, 1928. Vol. 14, № 3/4. P. 55-56;
- Materials on the Archaeology of Syberia: (Dr. V. V. Radlov’s Excavations in the Berel Steppe) // Eurasia Septentrionalis antiqua. Helsinki, 1928. T. 3. P. 132—140;
- Contributions to Caucasian Archaeology: A large barrow in Daghestan. // Eurasia Septentrionalis antiqua. Helsinki, 1930. T. 5. P. 183—216;
- Schadel aus Steinkistengraben im Kurgan von Temir-Chan-Sura // Eurasia Septentrionalis antiqua. Helsinki, 1930. T. 5. P. 217—219;
- Contributions to the Archaeology of Daghestan: Kozubki’s Excavations in Northern Daghestan. // Eurasia Septentrionalis antiqua. Helsinki, 1931. T. 6. P. 159—170;
- Etudes sur l’archeologie de l’Asie Mineure et du Caucase: I—III. // Revue Hittite et Asiatique. P., 1930—1931. № 1. P. 111—136; 1931—1932. № 2. P. 164—181;
- Material for the Corpus Sigillorum Asiae Anterioris antiqua. // Archiv oriеntalni. Prague, 1931. T. 3. P. 508—512;
- Materials for the Corpus Sigillorum Asiae Minoris antiqua: 2. Sassanian portrait-seals. // Archiv oriеntalni. Prague,. 1933. T. 5. P. 270—272;
- Quelques antiquites peu connues et inedits de l’Asie Anterieure // Archiv oriеntalni. Prague, 1935. T. 7. P. 35-36.

## Комментарии
1. ↑  В литературе часто встречается ошибочная дата смерти 1947 год. По убедительному предположению А. А. Формозова, она объясняется тем, что в 1937 году С. П. Григоровой-Захаровой сообщили приговор мужа «десять лет без права переписки»[1]:242.
2. ↑  С большой вероятностью можно утверждать, что это был Ээрик Лайд. В 1931 году он совершил исследовательскую поездку в Ленинград и центральную Россию. Темой его диссертации, защищенной в 1932 году, была «История этнографических брошей мордвы». Связи  Захарова и Лайда этим не ограничиваются. В 1932 году Арне Тальгрен опубликовал в редактируемом им журнале «Eurasia Septentrionalis Antiqua» (T. 7. S. 206-210) английский перевод заметки Лайда "Notes on the Сultural Life of Soviet Russia", написанной по впечатлениям от посещения СССР[6]. В этом же журнале регулярно публиковался Захаров.
3. ↑  Н. Я. Мандельштам пишет: «В мае 35 года <…> ещё приехал Яша Рогинский — антрополог. Он читал какой-то курс в университете». Возможно, однако, что Я. Я. Рогинский был в Воронеже уже с весны 1934-го года.[12].
4. ↑  А. А. Формозов указывает, что этот же следователь после прихода Л. П. Берии на пост наркома НКВД был арестован и расстрелян[1]:235. На следствии он признался в избиениях на допросах[13][14]. Дополнительных данных, указывающих на правильность идентификации двух Смирновых, Формозов не привёл. В НКВД в это время работали девять Смирновых  инициалами В. А.[15].
5. ↑  По словам П. А. Бороздиной, вдовы И. Н. Бороздина, проходившего по тому же делу, Захаров был арестован по доносу некоего Э. И. Пинкевича-Пильца. А. А. Формозов предполагает, что это мог быть Эразм Иванович Пильц. Однако Э. И. Пильц умер в 1929 году. Кроме того, непонятно откуда Бороздина могла получить эти сведения, так как по её же словам её муж И. Н. Бороздин не виделся с Захаровым в Алма-Ате и ничего не знал о его судьбе вплоть до собственной кончины[1]:241.

### Рекомендуемые источники
- НРМ. С. 34;
- Миллер М. А. 1954. Археология в СССР. Мюнхен. С. 82-84;
- Зуев В. Ю. Об одном письме П. Д. Рау к А. А. Захарову // Советская Археология. 1992. № 1. С. 278—280;
- Формозов, 1995. С. 32, 37, 47;
- Скифский роман. // М.: РОССПЭН. 1997. 624 с. ISBN 5-86004-104-7 С. 317—321, 326, 502;
- И за строкой воспоминаний большая жизнь… Мемуары, дневники, письма. К 125-летию Государственного исторического музея. М., 1997. С. 116, 268;
- Формозов, 1998. С. 198;
- Бороздина П. А. 2000. «Думой века измерил» // Жизнь и судьба профессора Ильи Николаевича Бороздина. Воронеж. С. 104—121.
- Ватлин А. Ю., Канторович А. Р. 2001. Из истории отечественной археологической науки (Несостоявшийся судебный процесс 1935 года) // Российская археология, № 3. 124—132.
- Tallgren А. M. 1936. Archaeological Studies in Soviet Russia. // Eurasia Septentrionalis antiqua. Helsinki, 1936. T. 10. P. 128—170;
- Miller M. 1956. «Archaеоlogy in the U.S.S.R». New York,